# Giovanni Federico di Pomerania
Giovanni Federico di Pomerania, ovvero Johann Friedrich von Pommern (Wolgast, 27 agosto 1542 – Wolgast, 9 febbraio 1600), fu duca di Pomerania e primo vescovo laico della diocesi (evangelica) di Cammin.
Apparteneva alla nota stirpe ducale dei Greifen. I suoi tentativi di elevare la potenza territoriale in Pomerania, come il dispendioso comportamento della sua corte, condussero a lunghe liti con i ceti sociali.

## Biografia
Giovanni Federico era il più anziano figlio sopravvissuto del duca Filippo I di Pomerania e della di lui consorte Maria di Sassonia, figlia del Principe Elettore di Sassonia Giovanni il costante.
Venne istruito dall'età di dieci anni dal professore di teologia presso l'Università di Greifswald Andreas Magerius. Già nel 1556, appena quattordicenne, egli fu scelto come vescovo della diocesi (evangelica) di Cammin essendo deceduto il vescovo Martin Weiher ed divenendo così egli il primo vescovo laico della diocesi. Con l'assunzione di questa carica il 15 giugno 1557, i duchi Greifen si assicurarono la signoria sul vescovato ed impedirono la ricaduta della Pomerania nel cattolicesimo.
Giovanni Federico fu innanzitutto inviato, insieme ai fratelli Ernesto Ludovico e Bogislao XIII, a completare la sua formazione presso l'Università di Greifswald, dove egli nel 1558 fu onorato del titolo di Rettore. Heinrich von Normann e Henning vom Walde governarono la diocesi mentre Georg von Venediger si occupava delle questioni spirituali.
Dopo la morte del padre, nel 1560, egli entrò al posto della madre nel consiglio di reggenza, sotto la guida del Gran Maestro di Corte Ulrich von Schwerin, che si occupava degli affari di governo nella Pomerania-Wolgast.
Diventato maggiorenne, Giovanni Federico giunse nel 1565 a Vienna, alla corte dell'Imperatore Massimiliano II d'Asburgo, ov'entrò al servizio del medesimo.
Dopo un soggiorno presso il Parlamento di Augusta nel 1566, nel successivo anno egli venne nominato a Vienna alfiere della corte. Per poter procurarsi le armi necessarie alla campagna contro i Turchi, dovette indebitarsi con la famiglia dei banchieri di Stettino, Loitz. Durante la campagna l'esercito imperiale si schierò per gran parte del tempo di fronte alla fortezza di Raab in Ungheria e rientrò a Vienna dopo la ritirata turca. Qui Giovanni Federico, il 28 novembre 1566, ottenne dall'imperatore il feudo con la sua terra.
Alla fine dell'anno egli rientrò in Pomerania. Qui, l'8 dicembre 1567, assunse temporaneamente con il fratello Boghislao XIII il governo della Pomerania-Wolgast. Gli esperti funzionari di corte Ulrico di Schwerin, Valentino di Eickstedt e Giacomo di Zitzewitz, rimasero al loro servizio. Giovanni Federico si concentrò sulla sua diocesi, ove egli poteva governare senza dover cercare l'accordo con il fratello.
Così egli proibì alla città di Kolberg l'appello alla città di Lubecca, stabilendo invece il tribunale di corte come giudizio di seconda istanza. Dal 1568 si fece costruire un castello di rappresentanza a Köslin.
Dopo il ritiro del duca Barnim IX, che governava Stettino, Giovanni Federico ottenne nel 1569, con il trattato di Jasenitz, il governo del ducato di Pomerania-Stettino.
La Pomerania, durante la guerra delle tre corone, si era comportata come neutrale. Giovanni Federico fu chiamato nel 1570 dall'imperatore come commissario al congresso di Stettino, che pose termine, con l'omonimo trattato di pace, alla guerra.

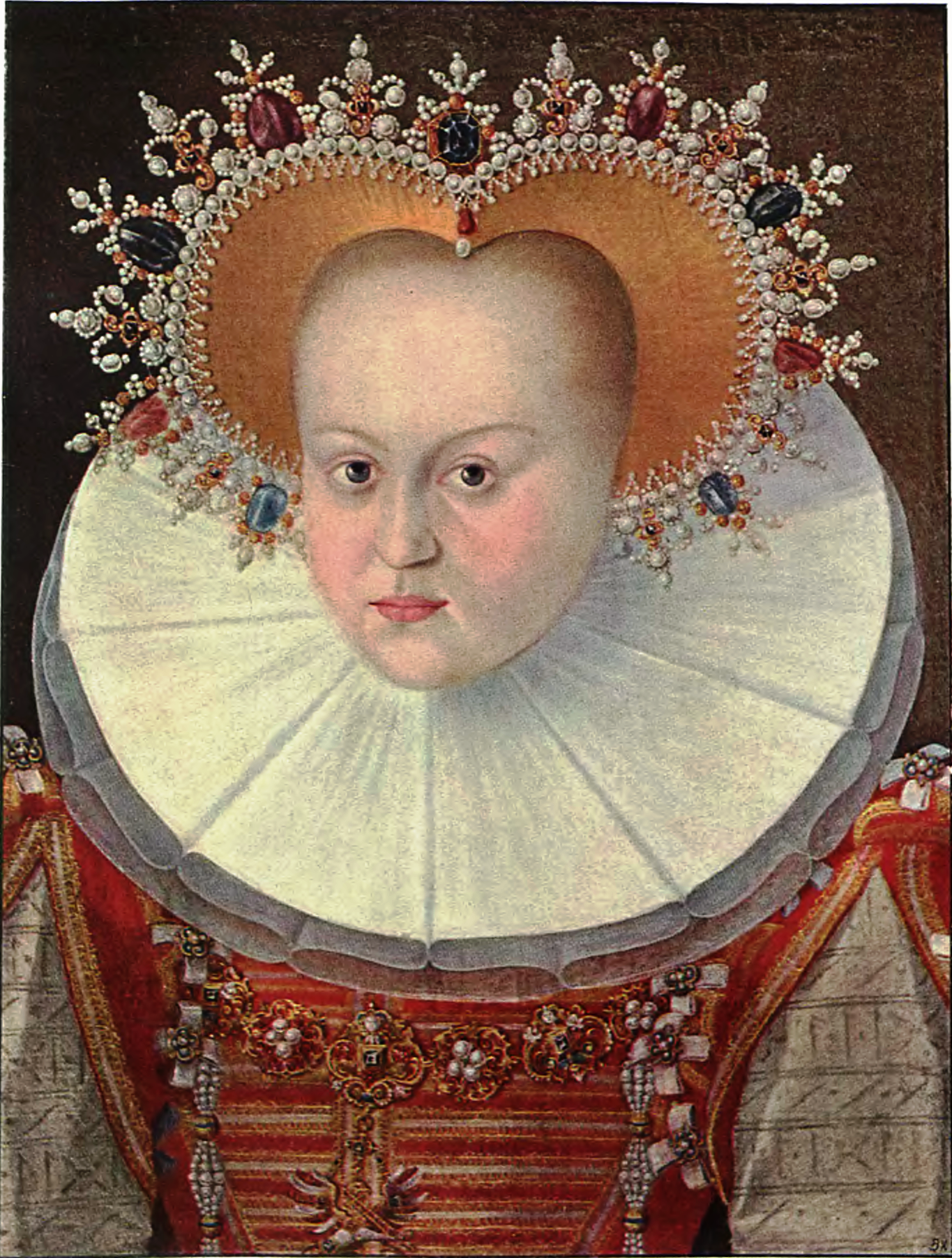
Erdmuthe, consorte di Giovanni Federico

Parimenti egli cercò di migliorare i rapporti con la Marca di Brandeburgo. Il 30 luglio 1571 si fidanzò con Erdmuthe di Brandeburgo, figlia del Principe elettore del Brandeburgo Giovanni Giorgio e della sua seconda moglie Sabina di Brandeburgo-Ansbach, ottenendo in conseguenza per sé e per i suoi eredi il diritto di successione per Neumark, Löcknitz e Vierraden.
Precedentemente egli aveva rinunciato al vescovato di Cammin a favore del fratello minore Casimiro, che gli subentrò ufficialmente nel 1574.
Giovanni Federico, che dopo la morte, avvenuta nel 1573, del duca Barnim IX poté governare indisturbato, sviluppò un'intensa attività edificatoria. Così egli, tra il 1575 e il 1577, fece erigere, sulle rovine del castello ducale di Stettino, distrutto nel 1551 da un incendio, un nuovo, più ampio castello in stile rinascimentale, ricorrendo all'architetto Antonius Wilhelm. In questo quadro nacque anche la chiesa del castello di Stettino. Altri edifici sorsero a Stolp e a Lauenburg. Grossi investimenti effettuò anche nei suoi castelli di caccia, come quello nel Friedrichswalde, e per l'acquisto di selvaggina dall'estero. Già nel 1569 ottenne per la prima tipografia a Stettino una concessione dal Principe Elettore e Andreas Kellner fu il primo tipografo di Stettino. In politica estera egli ebbe successo il proseguimento della concessione del feudo della Terra di Lauenburg e Bütow, nonostante il cambiamento avvenuto nella corona di Polonia.
Nel 1572 scoppiò la guerra commerciale, che vide fronteggiarsi Stettino e Francoforte sull'Oder per la navigazione sul fiume Oder e soprattutto a causa dell'imposizione dello jus emporii e che fu portata di fronte al Tribunale della Camera imperiale, danneggiando per prima cosa l'economia della Pomerania.
In politica interna tornò alle liti con il fratello Ernesto Ludovico. I ceti locali, cui egli già nel 1571 aveva dovuto chiedere tasse, poiché gli introiti dai possedimenti e le regalie non riuscivano a soddisfare le esigenze di governo e di mantenimento di una corte, si opposero fieramente ai suoi desideri di mutamenti finanziari e fiscali. La bancarotta della banca Loitz ebbe un grosso ruolo nel portare gran parte della nobiltà pomerana in difficoltà finanziarie.
Particolarmente avversato, sia dalla nobiltà che dai ceti, fu il tentativo d'imporre un'accisa sulla birra, che egli perseguiva fortemente dal 1585 insieme a Ludovico di Erbstein e che infine, nel 1588, fu respinto dal parlamento di Treptow an der Rega. Quando tuttavia egli promulgò la relativa legge, la controversia arrivò fino alla Corte della Camera imperiale. Infine ci si mise d'accordo su una concessione di 100.000 fiorini da parte dei ceti al duca, per cui questi rinunciò all'accisa.
Dopo il decesso di Ernesto Ludovico egli subentrò nella tutela della Pomerania-Wolgast e cercò nuovamente, nel 1598, d'introdurre l'accisa, poiché il suo elevato indebitamento lo portò a una nuova controversia sulle entrate. Al culmine della lite con i ceti, guidati da Ewald von Flemming, egli fece chiudere la cancelleria ducale e il tribunale locale, cosicché emerse per la seconda volta una situazione d'illegalità. Quando nel 1599 fu concesso un moderato sostegno al duca da parte dei ceti, egli fece riaprire il tribunale.
Per lo sviluppo della Chiesa Evangelica della Pomerania fu particolarmente importante l'agenda di Giovanni Federico del 1569, quando, fra l'altro, i canti liturgici furono tradotti dal latino in lingua tedesca.
Durante il periodo del suo servizio egli venne in conflitto con il clero della zona a causa dell'introduzione della formula della Concordia, che infine fu nuovamente soppressa dal Sinodo di Stettino del 1593.
Giovanni Federico si ammalò durante una visita a Wolgast, dove trascorreva il periodo festivo del carnevale, e ivi morì il 9 febbraio 1600. La sua salma fu inumata il 17 dello stesso mese nella chiesa del castello di Stettino.
Il suo matrimonio con Erdmuthe del Brandeburgo era rimasto senza figli. Quale presunta responsabile della sterilità di sua moglie, venne accusata di stregoneria e magia e giustiziata nel 1590 Elisabetta di Doberschütz.
La signoria del ducato di Pomerania-Stettino passò al suo fratello minore Barnim X.

## Ascendenza
|                                                  |                                           |                                                  | Genitori                                            |  |  | Nonni |  |  | Bisnonni                           |  |  | Trisnonni                               |  |
|                                                  |                                           |                                                  |                                                     |  |  |       |  |  | Bogislaw X, VIII duca di Pomerania |  |  | Erich II, VII duca di Pomerania-Wolgast |  |
|                                                  |                                           |                                                  |                                                     |  |  |       |  |  | Bogislaw X, VIII duca di Pomerania |  |  | Erich II, VII duca di Pomerania-Wolgast |  |
|                                                  |                                           | duchessa Sophia von Pommern-Stolp                |                                                     |  |  |       |  |  | Bogislaw X, VIII duca di Pomerania |  |  |                                         |  |
| Georg I, IX duca di Pomerania                    |                                           |                                                  |                                                     |  |  |       |  |  | Bogislaw X, VIII duca di Pomerania |  |  |                                         |  |
|                                                  |                                           | principessa Anna Jagiellonka                     | Kazimierz IV, re di Polonia e granduca di Lituania  |  |  |       |  |  |                                    |  |  |                                         |  |
|                                                  |                                           | principessa Anna Jagiellonka                     | Kazimierz IV, re di Polonia e granduca di Lituania  |  |  |       |  |  |                                    |  |  |                                         |  |
|                                                  |                                           | principessa Anna Jagiellonka                     | principessa Elisabeth von Österreich                |  |  |       |  |  |                                    |  |  |                                         |  |
| Philipp I, I duca di Pomerania-Wolgast           |                                           | principessa Anna Jagiellonka                     |                                                     |  |  |       |  |  |                                    |  |  |                                         |  |
|                                                  |                                           | Philipp, XXIX elettore e conte palatino del Reno | Ludwig IV, XXVII elettore e conte palatino del Reno |  |  |       |  |  |                                    |  |  |                                         |  |
|                                                  |                                           | Philipp, XXIX elettore e conte palatino del Reno | Ludwig IV, XXVII elettore e conte palatino del Reno |  |  |       |  |  |                                    |  |  |                                         |  |
|                                                  |                                           | Philipp, XXIX elettore e conte palatino del Reno | principessa Margherita di Savoia                    |  |  |       |  |  |                                    |  |  |                                         |  |
| principessa Amalie von der Pfalz                 |                                           | Philipp, XXIX elettore e conte palatino del Reno |                                                     |  |  |       |  |  |                                    |  |  |                                         |  |
|                                                  |                                           | principessa Margarete von Bayern-Landshut        | Ludwig IX, V duca di Baviera-Landshut               |  |  |       |  |  |                                    |  |  |                                         |  |
|                                                  |                                           | principessa Margarete von Bayern-Landshut        | Ludwig IX, V duca di Baviera-Landshut               |  |  |       |  |  |                                    |  |  |                                         |  |
|                                                  |                                           | principessa Margarete von Bayern-Landshut        | principessa Amalia von Sachsen                      |  |  |       |  |  |                                    |  |  |                                         |  |
| Johann Friedrich, XVI duca di Pomerania-Stettino |                                           | principessa Margarete von Bayern-Landshut        |                                                     |  |  |       |  |  |                                    |  |  |                                         |  |
|                                                  | Ernst, VIII principe elettore di Sassonia | Friedrich II, VII principe elettore di Sassonia  |                                                     |  |  |       |  |  |                                    |  |  |                                         |  |
|                                                  | Ernst, VIII principe elettore di Sassonia | Friedrich II, VII principe elettore di Sassonia  |                                                     |  |  |       |  |  |                                    |  |  |                                         |  |
|                                                  | Ernst, VIII principe elettore di Sassonia | Margaretha von Österreich                        |                                                     |  |  |       |  |  |                                    |  |  |                                         |  |
| Johann, X principe elettore di Sassonia          | Ernst, VIII principe elettore di Sassonia |                                                  |                                                     |  |  |       |  |  |                                    |  |  |                                         |  |
|                                                  |                                           | duchessa Elisabeth von Bayern-München            | Albrecht III, IV duca di Baviera-Monaco             |  |  |       |  |  |                                    |  |  |                                         |  |
|                                                  |                                           | duchessa Elisabeth von Bayern-München            | Albrecht III, IV duca di Baviera-Monaco             |  |  |       |  |  |                                    |  |  |                                         |  |
|                                                  |                                           | duchessa Elisabeth von Bayern-München            | duchessa Anna von Braunschweig-Grubenhagen          |  |  |       |  |  |                                    |  |  |                                         |  |
| principessa Maria von Sachsen                    |                                           | duchessa Elisabeth von Bayern-München            |                                                     |  |  |       |  |  |                                    |  |  |                                         |  |
|                                                  |                                           | Waldemar VI, IX principe di Anhalt-Köthen        | Georg I, II principe di Anhalt-Zerbst               |  |  |       |  |  |                                    |  |  |                                         |  |
|                                                  |                                           | Waldemar VI, IX principe di Anhalt-Köthen        | Georg I, II principe di Anhalt-Zerbst               |  |  |       |  |  |                                    |  |  |                                         |  |
|                                                  |                                           | Waldemar VI, IX principe di Anhalt-Köthen        | contessa Sophie von Hohnstein                       |  |  |       |  |  |                                    |  |  |                                         |  |
| principessa Margarete von Anhalt-Köthen          |                                           | Waldemar VI, IX principe di Anhalt-Köthen        |                                                     |  |  |       |  |  |                                    |  |  |                                         |  |
|                                                  |                                           | contessa Margarete von Schwarzburg-Sondershausen | Günther XXXVI, conte di Schwarzburg-Sondershausen   |  |  |       |  |  |                                    |  |  |                                         |  |
|                                                  |                                           | contessa Margarete von Schwarzburg-Sondershausen | Günther XXXVI, conte di Schwarzburg-Sondershausen   |  |  |       |  |  |                                    |  |  |                                         |  |
|                                                  |                                           | contessa Margarete von Schwarzburg-Sondershausen | conte Margarethe von Henneberg-Schleusingen         |  |  |       |  |  |                                    |  |  |                                         |  |
|                                                  |                                           | contessa Margarete von Schwarzburg-Sondershausen |                                                     |  |  |       |  |  |                                    |  |  |                                         |  |

## Opere
- (DE)  Bekentnus und Lehr der Kirchen in Pommern. Joachim Rhete, Stettin 1593. (Digitalisat)